# Стефан (архиепископ Суздальский)
Архиепископ Стефан — епископ Русской церкви, архиепископ Суздальский и Юрьевский (1666—1679), архиепископ Суздальский и Торусский (1658—1662).

## Биография
Год рождения неизвестен. Состоял в клире Патриарха Никона и был одним из приближенных к нему лиц.
В 1656 году становится первым игуменом Воскресенского Новоиерусалимского монастыря. При нём было начато строительство монастыря, возведена первая деревянная церковь во имя Воскресения Христова и освящена Патриархом Никоном 17 июня 1657 года.
18 октября 1657 года в день закладки каменного Воскресенского собора и установки памятного креста на холме, названном Елеон, был возведен в сан архимандрита.
9 мая 1658 года хиротонисан во епископа Суздальского и Тарусского с возведением в сан архиепископа.
6 февраля 1661 года, по доносу священника Суздальской соборной церкви Никиты Добрынина (Пустосвята), будущего расколоучителя, вызван в Москву. Царь повелел рассмотреть это дело освященному собору совместно с боярином Петром Михайловичем Салтыковым и думным дьяком Алмазом Ивановым. Архиерей обвинялся в том, что служил не по «правилам святых отец», а по новым недавно исправленным книгам, как это делали все тогдашние архиереи. При рассмотрении дела был оправдан.
По возвращении в Суздаль 16 сентября того же года владыка послал свою грамоту в соборную церковь, в которой отрешал Никиту от места и велел местному дьяку читать эту грамоту публично.
Никита изорвал грамоту, избил дьяка, проклял Стефана и снова послал государю челобитную, с подробнейшей «росписью» преступлений архиепископа. На этот раз Вятский епископ Александр († 1679), рассматривавший и ранее дело владыки Стефана, произвёл более строгое расследование, допрашивал многих лиц, подтвердивших донос священника Никиты. Сам Стефан, вызванный в Москву, на Собор 1660 года во многом сознался. Собор, сначала было осудивший владыку Стефана до извержения из сана, позже окончился тем, что удалил Стефана из Суздаля, «потому что он возненавиден того града людьми», и определил «ради пропитания» с соизволения государя в Архангельский собор для архиерейского служения заупокойных служб по усопшим царям и князьям.
В 1662 году переведён в Борисоглебский монастырь близ Ростова.
В 1666 году возвращён на Суздальскую кафедру в звании архиепископа Суздальского и Юрьевского.
В 1666 году принимал участие в Соборе по низложению патриарха Никона.
В 1667 году производил исследование о чудесах от Шуйско-Смоленской иконы Божией Матери, находившейся в Шуйском Воскресенском соборе.
В 1668 году производил исследование о мощах святого Арсения.
По особому благоволению царя Алексея Михайловича и патриархов, сначала Иоасафа II, а позже Питирима, архиепископ Стефан получил разрешение на свою просьбу служить в саккосе. Но даже получив благословение патриархов, архиепископ Стефан решался отправлять службу в саккосе только на своём подворье в Москве, «а на соборе служил в ризах». Последнее обстоятельство можно объяснить негласным правилом, запрещавшим архиерею отправлять службу в чужой епархии таким же порядком, как и в своей, что было утверждено на Соборе 1675 года. Все это происходило в период, когда царь задумал выделить Нижегородскую епархию, отобрав для неё земли патриаршей области и Суздальской епархии. Так что пожалование архиепископа Стефана саккосом можно рассматривать как попытку царя показать ему свою благожелательность перед предполагавшейся акцией.
В 1672 году архиепископ Стефан участвовал в избрании патриарха Питирима († 1673).
В 1675 году делал доклад царю Алексею Михайловичу о мощах погребенного в Кидекшенском монастыре туровского князя Бориса Юрьевича, сына Юрия Долгорукого.
2 июля 1679 года архиепископ Стефан был лишен сана и заточен в Новгородский Лисицкий монастырь, оттуда переведен в Иосифо-Волоколамский монастырь.
Скончался в 1679 году в Иосифо-Волоколамском монастыре.